# John Carney (politiker)
John Charles Carney, Jr., född 20 maj 1956 i Wilmington i Delaware, är en amerikansk demokratisk politiker. Han var Delawares guvernör från 2017 till 2025. Han var Delawares viceguvernör 2001–2009 och ledamot av USA:s representanthus 2011–2017.
Carney avlade 1978 kandidatexamen vid Dartmouth College och 1987 masterexamen vid University of Delaware. Han var medarbetare åt guvernör Thomas Carper 1994–1997. Carney valdes år 2000 till viceguvernör med omval fyra år senare. I mellanårsvalet i USA 2010 besegrade han republikanen Glen Urquhart i valet som gällde Delawares enda plats i USA:s representanthus. Han blev omvald år 2020 och besegrade republikanen Julianne Murray med 59,5% av rösterna.